# Tercera División de El Salvador
La Tercera División de El Salvador —conocida como Liga de bronce, y oficialmente como Tercera División de Fútbol Profesional de El Salvador— es la tercera categoría masculina del sistema de ligas de fútbol de El Salvador. La organiza desde 1962 la Federación Salvadoreña de Fútbol (FESFUT):0

## Sistema de competición
El torneo de la Tercera División, está conformado en dos partes:
- Fase regular: Se integra por las 16/18 jornadas del torneo.
- Fase final: Se integra por los partidos de cuartos de final, semifinal y final.

### Fase regular
En la fase regular se observará el sistema de puntos. La ubicación en la tabla general está sujeta a lo siguiente:
- Por juego ganado se obtendrán tres puntos.
- Por juego empatado se obtendrá un punto.
- Por juego perdido no se otorgan puntos.

En esta fase participan los 36 clubes de la Tercera División dividiéndose en cuatro grupos de nueve equipos, jugando en cada torneo todos contra todos durante las 16/18 jornadas respectivas.
El orden de los clubes al final de la fase de calificación del torneo corresponderá a la suma de los puntos obtenidos por cada uno de ellos y se presentará en forma descendente. Si al finalizar las 16/18 jornadas del torneo, dos o más clubes estuviesen empatados en puntos, su posición en la tabla general será determinada atendiendo a los siguientes criterios de desempate:
1. Mejor diferencia entre los goles anotados y recibidos y goles.
2. Mayor número de goles anotados.
3. Marcadores particulares entre los clubes empatados.
4. Mayor número de goles anotados como visitante.
5. Mejor ubicado en la tabla general de cociente
6. Tabla Fair Play
7. Sorteo.

Para determinar los lugares que ocuparán los clubes que participen en la fase final del torneo se tomará como base la tabla general de clasificación.
Participan automáticamente por el título de Campeón de la Tercera División, los 2 primeros clubes de la tabla general de clasificación de cada grupo al término de las 16 jornadas.

### Fase final
Los ocho clubes calificados para esta fase del torneo serán reubicados de acuerdo con el lugar que ocupen en la tabla General al término de la jornada 16, con el puesto del número uno al club mejor clasificado, y así hasta el número 2. Los partidos a esta fase se desarrollarán a visita, en las siguientes etapas:
- Cuartos de final
- Semifinales
- Final

Los clubes vencedores en los partidos de cuartos de final y semifinal serán aquellos que en los dos juegos anoten el mayor número de goles. De existir empate en el número de goles anotados, se definirá el clasificado en la tanda de penales.
Los partidos correspondientes a la fase final se jugarán obligatoriamente los días miércoles y sábado, y jueves y domingo eligiendo, en su caso, exclusivamente en forma descendente, los cuatro clubes mejor clasificados en la tabla general al término de la jornada 16, el día y horario de su partido como local. Los siguientes cuatro clubes podrán elegir únicamente el horario.
El club vencedor de la final y por lo tanto Campeón, será aquel que en el partido anote el mayor número de goles. Si al término del tiempo reglamentario el partido está empatado, se agregarán dos tiempos extras de 15 minutos cada uno. De persistir el empate en estos periodos, se procederá a lanzar tiros penales hasta que resulte un vencedor.
Los partidos de cuartos de final se jugarán de la siguiente manera:
Disputarán el título de Campeón del Torneo, los dos clubes vencedores de la fase semifinal correspondiente, reubicándolos del uno al dos, de acuerdo a su mejor posición en la tabla general de clasificación al término de la jornada 16 de cada Torneo.

## Equipos participantes Temporada 2025/26

### Zona centro-occidente

#### Grupo A
| Equipo                    | Sede                                 |
| ------------------------- | ------------------------------------ |
| A.D. Municipal            | Juayua, Sonsonate                    |
| Buenos Aires FC           | Metalio, Acajutla, Sonsonate         |
| A.D. Izalco               | Izalco, Sonsonate                    |
| C.D. Juventud Candelareño | Candelaria de La Frontera, Santa Ana |
| La Hachadura F.C.         | San Francisco Menéndez, Ahuachapán   |
| C.D. Once Municipal       | Ahuachapán                           |
| U.D. Santos               | Ciudad Arce, La Libertad             |
| Sonics International      | Sonsonate                            |

#### Grupo B
| Equipo                                                                                  | Sede                                             |
| --------------------------------------------------------------------------------------- | ------------------------------------------------ |
| Academia B.P.                                                                           | Nuevo Cuscatlán, La Libertad                     |
| C.D. Atlético Belén                                                                     | Cantón Las Delicias, San Juan Opico, La Libertad |
| Brasilia F.C.                                                                           | Suchitoto, Cuscatlán                             |
| C.F. Marte Soyapango                                                                    | Soyapango, San Salvador                          |
| A.D. Nacional Las Margaritas                                                            | Las Margaritas, Soyapango, San Salvador          |
| C.D. Santo Tomas                                                                        | Tejutla, Chalatenango                            |
| A.D. Tenancingo                                                                         | Tenancingo, Cuscatlán                            |
| C.D.S. Vendaval                                                                         | Apopa, San Salvador                              |
| Academia BP Atlético Belén Brasilia Tenancingo Vendaval Santo Tomas Marte Soya Nacional |                                                  |

### Zona centro-oriente

#### Grupo A
| Equipo                                                                                                   | Sede                                   |
| --- | -------------------------------------- |
| Audaz FC                                                                                                 | Apastepeque, San Vicente               |
| C.D. Atlético Verapaz                                                                                    | Verapaz, San Vicente                   |
| A.D. El Roble-FORFUT                                                                                     | Ilobasco, Cabañas                      |
| C.D. El Roble                                                                                            | Ilobasco, Cabañas                      |
| C.D. El Vencedor                                                                                         | Santa Elena, Usulután                  |
| Nonualco F.C.                                                                                            | San Pedro Nonualco, La Paz             |
| C.D. San Marcos                                                                                          | San Marcos Lempa, Jiquilisco, Usulután |
| A.D. San Rafael                                                                                          | San Rafael Obrajuelo, La Paz           |
| A.D. SESA                                                                                                | Guadalupe, San Vicente                 |
| Verapaz Audaz FC CD El Roble AD FORFUT Nonualco CD El Vencedor AD San Rafael AD SESA CD San Marcos Lempa |                                        |

#### Grupo B
| Equipo                  | Sede                                   |
| ----------------------- | -------------------------------------- |
| Ancla de Oro F.C.       | Cantón Huisquil, Conchagua, La Unión   |
| C.D. Atlético San Simón | San Simón, Morazán                     |
| Brasil F.C.             | Cantón El Brazo, Quelepa, San Miguel   |
| C.D. Buenos Aires       | Osicala, Morazán                       |
| C.D. Estrellas del Sur  | Chirilagua, San Miguel                 |
| Racing Gualuca F.C.     | Gualuca, San Miguel                    |
| C.D. Real Sociedad      | San Vicente                            |
| C.D. Sal Y Mar          | Cantón Los Jiotes, San Alejo, La Unión |
| C.D. Vista Hermosa      | San Francisco Gotera, Morazán          |

## Historial de Campeones de Tercera División de El Salvador
| Temporada      | Año            | Campeonato     | Campeón                                                                                           |
| Torneos largos | Torneos largos | Torneos largos | Torneos largos                                                                                    |
| -------------- | -------------- | -------------- | ------------------------------------------------------------------------------------------------- |
| 1.ª            | 1970-1971      | 1970-1971      | Club Deportivo Titán (1)                                                                          |
| 2.ª            | 1971-1972      | 1971-1972      | Club Deportivo Dragón (1)                                                                         |
| 3.ª            | 1972-1973      | 1972-1973      | Club Deportivo El Roble (1)                                                                       |
| 4.ª            | 1973-1974      | 1973-1974      | ADO (1)                                                                                           |
| 5.ª            | 1974-1975      | 1974-1975      | ADTE (1)                                                                                          |
| 6.ª            | 1975-1976      | 1975-1976      | Club Deportivo Chagüite (1)                                                                       |
| 7.ª            | 1976-1977      | 1976-1977      | Asociación de Futbolistas Ilobasquense (1)                                                        |
| 8.ª            | 1977-1978      | 1977-1978      | ADTE (2)                                                                                          |
| 9.ª            | 1978-1979      | 1978-1979      | Asociación de Futbolistas Ilobasquense (2)                                                        |
| 10.ª           | 1979-1980      | 1979-1980      | Asociación Deportiva El Tránsito (1)                                                              |
| 11.ª           | 1980-1981      | 1980-1981      | Asociación de Futbolistas Ilobasquense (3)                                                        |
| 12.ª           | 1981-1982      | 1981-1982      | Club Deportivo Los Andes (1)                                                                      |
| 13.ª           | 1982-1983      | 1982-1983      | Club Deportivo Platense (1)                                                                       |
| 14.ª           | 1983-1984      | 1983-1984      | Asociación Deportiva El Tránsito (2)                                                              |
| 15.ª           | 1984-1985      | 1984-1985      | Club Deportivo Tehuacán (1)                                                                       |
| 16.ª           | 1985-1986      | 1985-1986      | Asociación Deportiva El Tránsito (3)                                                              |
| 17.ª           | 1986-1987      | 1986-1987      | Asociación Deportiva Municipal (1)                                                                |
| 18.ª           | 1987-1988      | 1987-1988      | C. D. TACA (1)                                                                                    |
| 19.ª           | 1988-1989      | 1988-1989      | Club Deportivo Luis Ángel Firpo (1)                                                               |
| 20.ª           | 1989-1990      | 1989-1990      | Club Deportivo Atlético Marte (1)                                                                 |
| 21.ª           | 1990-1991      | 1990-1991      | Jocoro Fútbol Club (1)                                                                            |
| 22.ª           | 1991-1992      | 1991-1992      | Malacoff (1)                                                                                      |
| 23.ª           | 1992-1993      | 1992-1993      | Asociación Deportiva El Tránsito (4)                                                              |
| 24ª            | 1993-1994      | 1993-1994      | Club Deportivo El Roble (2)                                                                       |
| 25.ª           | 1994-1995      | 1994-1995      | Asociación de Futbolistas Ilobasquense (4)                                                        |
| 26.ª           | 1995-1996      | 1995-1996      | ADO (2)                                                                                           |
| 27.ª           | 1996-1997      | 1996-1997      | Club Deportivo Atlético Morazán (1)                                                               |
| 28.ª           | 1997-1998      | 1997-1998      | Asociación de Futbolistas Ilobasquense (5)                                                        |
| 29.ª           | 1998-1999      | 1998-1999      | Club Deportivo Tehuacán (2)                                                                       |
| 30.ª           | 1999-2000      | 1999-2000      | Aintzane Arteaga (1)                                                                              |
| 31.ª           | 2000-2001      | 2000-2001      | Club Deportivo El Roble (3)                                                                       |
| 32.ª           | 2001-2002      | 2001-2002      | Club Deportivo Luis Ángel Firpo (2)                                                               |
| 33.ª           | 2002-2003      | 2002-2003      | ADO (3)                                                                                           |
| 34.ª           | 2003-2004      | 2003-2004      | Asociación Deportiva El Tránsito (5)                                                              |
| 35ª            | 2004-2005      | 2004-2005      | Halcones Municipal (1)                                                                            |
| 36.ª           | 2005-2006      | 2005-2006      | Club Deportivo Los Andes (2)                                                                      |
| 37.ª           | 2006-2007      | 2006-2007      | Club Deportivo Tehuacán (3)                                                                       |
| 38.ª           | 2007-2008      | 2007-2008      | Club Deportivo Titán (2)                                                                          |
| Torneos cortos |                |                |                                                                                                   |
| 39.ª           | 2008-2009      | Apertura       | - C.D. Brasilia (1) (centro-occidente) - C.D. Liberal (1) (centro-oriente)                        |
| 39.ª           | 2008-2009      | Clausura       | - C.D. Espartano (1) (centro-occidente) - Pasaquina F.C. (1) (centro-oriente)                     |
| 40.ª           | 2009-2010      | Apertura       | - Turín-FESA F.C. (1) (centro-occidente) - Municipal Santa María (1) (centro-oriente)             |
| 40.ª           | 2009-2010      | Clausura       | - Turín-FESA F.C. (2) (centro-occidente) - Pasaquina F.C. (2) (centro-oriente)                    |
| 41.ª           | 2010-2011      | Apertura       | - A.D. Isidro Metapán C (1) (centro-occidente) - San Sebastián F.C. (1) (centro-oriente)          |
| 41.ª           | 2010-2011      | Clausura       | - C.D. Juventud Alegre (1) (centro-occidente) - C.D. La Asunción (1) (centro-oriente)             |
| 42.ª           | 2011-2012      | Apertura       | - C.D. Atlético Comalapa (1) (centro-occidente) - C.D. Espíritu Santo (1) (centro-oriente)        |
| 42.ª           | 2011-2012      | Clausura       | - Turín-FESA F.C. (3) (centro-occidente) - San Sebastián F.C. (2) (centro-oriente)                |
| 43.ª           | 2012-2013      | Apertura       | - C.D. Racing Jr. (1) (centro-occidente) - Huracán F.C. (1) (centro-oriente)                      |
| 43.ª           | 2012-2013      | Clausura       | - C.D. Chalatenango (1) (centro-occidente) - C.D. Topiltzín (1) (centro-oriente)                  |
| 44.ª           | 2013-2014      | Apertura       | - C.D. Atlético Comalapa (2) (centro-occidente) - C.D. Fuerte San Francisco (1) (centro-oriente)  |
| 44.ª           | 2013-2014      | Clausura       | - C.D. Atlético Comalapa (3) (centro-occidente) - C.D. Audaz (1) (centro-oriente)                 |
| 45ª            | 2014-2015      | Apertura       | - Turín-FESA F.C. (4) (centro-occidente) - C.D. Fuerte San Francisco (2) (centro-oriente)         |
| 45ª            | 2014-2015      | Clausura       | - Turín-FESA F.C. (5) (centro-occidente) - C.D. Fuerte San Francisco (3) (centro-oriente)         |
| 46.ª           | 2015-2016      | Apertura       | - C.D. Racing Jr. (2) (centro-occidente) - C.D. Chagüite (2) (centro-oriente)                     |
| 46.ª           | 2015-2016      | Clausura       | - C. D. Talleres (1) (centro-occidente) - Jocoro F.C. (2) (centro-oriente)                        |
| 47.ª           | 2016-2017      | Apertura       | - E.F. Guazapa (1) (centro-occidente) - U.D.E.T. (1) (centro-oriente)                             |
| 47.ª           | 2016-2017      | Clausura       | - Municipal Ilopaneco (1) (centro-occidente) - C.D. Chagüite (3) (centro-oriente)                 |
| 48.ª           | 2017-2018      | Apertura       | - Turín-FESA F.C. (6) (centro-occidente) - C.D. Liberal (2) (centro-oriente)                      |
| 48.ª           | 2017-2018      | Clausura       | - A.D. Santa Rosa Guachipilín (1) (centro-occidente) - C.S. Ciclón del Golfo (1) (centro-oriente) |
| 49.ª           | 2018-2019      | Apertura       | - Turín-FESA F.C. (7) (centro-occidente) - C.D. Cacahuatique (1) (centro-oriente)                 |
| 49.ª           | 2018-2019      | Clausura       | - Real Pajonal F.C. (1) (centro-occidente) - C.D. Gerardo Barrios (1) (centro-oriente)            |
| 50.ª           | 2019-2020      | Apertura       | - A.D.E.T. (6) (centro-occidente) - C.D. Atlético Marte (2) (centro-oriente)                      |
| 50.ª           | 2019-2020      | Clausura       | - C.D. Arcense (1) (centro-occidente) - C.D. L.Á. Firpo (3) (centro-oriente)                      |
| 51.ª           | 2020-2021      | Apertura       | - A. D. Internacional (1) (centro-occidente) - Corinto F.C. (1) (centro-oriente)                  |
| 51.ª           | 2020-2021      | Clausura       | - A. D. Internacional (2) (centro-occidente) - Corinto F.C. (2) (centro-oriente)                  |
| 52.ª           | 2021-2022      | Apertura       | - C.D. Fuerte San Francisco (6) (centro-occidente) - Audaz F.C. (2) (centro-oriente)              |
| 52.ª           | 2021-2022      | Clausura       | - A.D. Masahuat (6) (centro-occidente) - C.D. Pipil (2) (centro-oriente)                          |
| 53.ª           | 2022-2023      | Apertura       | - F.C. Los Laureles (1) (centro-occidente) - C.D. Santiagueño (2) (centro-oriente)                |
| 53.ª           | 2022-2023      | Clausura       | - F.C. Los Laureles (2) (centro-occidente) - C.D. Cruzeiro (2) (centro-oriente)                   |
| 54.ª           | 2023-2024      | Apertura       | - A.D. Brasilia (6) (centro-occidente) - Zacatecoluca F.C. (1) (centro-oriente)                   |
| 54.ª           | 2023-2024      | Clausura       | - A.D. Espartano (6) (centro-occidente) - Zacatecoluca F.C. (2) (centro-oriente)                  |
| 55.a           | 2024-2025      | Apertura       | - C.D. Talleres Jr. (6) (centro-occidente) - A.D. Santa Clara (2) (centro-oriente)                |
| 55.a           | 2024-2025      | Clausura       | - C.D. Talleres Jr. (6) (centro-occidente) - C.D. Neo Pipil (2) (centro-oriente)                  |

## Títulos por equipo
| Club                 | Campeón |
| -------------------- | ------- |
| Turín-FESA FC        | 7       |
| AFI                  | 5       |
| ADET                 | 5       |
| ADO                  | 3       |
| Atlético Comalapa    | 3       |
| Chagüite             | 3       |
| Fuerte San Francisco | 3       |
| El Roble             | 3       |
| Tehuacán             | 3       |
| ADTE                 | 2       |
| Corinto              | 2       |
| Huracán              | 2       |
| Internacional        | 2       |
| Jocoro               | 2       |
| Liberal              | 2       |
| Los Andes            | 2       |
| Pasaquina            | 2       |
| Racing Junior        | 2       |
| Titán                | 2       |
| Luis Ángel Firpo     | 2       |

## Equipos que han participado en la Tercera División, pero no actualmente
Hasta Junio 2025
| Equipo                          | Ciudad o Municipio                             | Último torneo en la Tercera División |
| ------------------------------- | ---------------------------------------------- | ------------------------------------ |
| ADEREL Lourdes                  | Lourdes, Colón, La Libertad                    | Clausura 2023                        |
| A.D.E.T.                        | Hacienda El Tránsito, Talnique, La Libertad    |                                      |
| ADI FC                          | Intipucá, La Unión                             |                                      |
| CD ADO                          |                                                |                                      |
| ADO FC                          |                                                |                                      |
| ADO Municipal                   | San Luis La Herradura, La Paz                  |                                      |
| A.F.I.                          | Ilobasco, Cabañas                              |                                      |
| CD ANTEL                        |                                                |                                      |
| CD Academia Hernán López        | Santo Domingo de Guzmán, Sonsonate             |                                      |
| Club Deportivo Acajutla         | Acajutla, Sonsonate                            |                                      |
| Agave F.C.                      |                                                |                                      |
| Águila San Isidro FC            | Chinameca, San Miguel                          |                                      |
| Alacranes Del Norte CF          | Chalatenango                                   |                                      |
| CD Alianza Juvenil              |                                                |                                      |
| CD Anamorós                     | Anamorós, La Unión                             |                                      |
| CD Antiguo Cuscatlán            | Antiguo Cuscatlán, La Libertad                 |                                      |
| CD Apaneca                      | Apaneca, Ahuachapán                            |                                      |
| AD Apopa                        | Apopa, San Salvador                            |                                      |
| CD Apopa                        | Apopa, San Salvador                            |                                      |
| CD Arcense                      | Ciudad Arce, La Libertad                       |                                      |
| CD Armenia                      | Armenia, Sonsonate                             |                                      |
| CD Aruba                        | Jayaque, La Libertad                           | Clausura 2024                        |
| CD Aspirantes                   | Jucuapa, Usulután                              |                                      |
| CD Atlanta                      | San Alejo, La Unión                            |                                      |
| Club Deportivo Atlas            | San Alejo, La Unión                            | Clausura 2024                        |
| Atlas Fútbol Club               | Santiago Nonualco, La Paz                      | Apertura 2024                        |
| CD Atlético Balboa              | La Unión                                       |                                      |
| CD Atlético Cacahuatique        | Ciudad Barrios, San Miguel                     |                                      |
| CD Atlético Chaparrastique      | Moncagua, San Miguel                           |                                      |
| CD Atlético Comalapa            | Comalapa, Chalatenango                         | Clausura 2023                        |
| Atlético Conchagua              | Conchagua, La Unión                            |                                      |
| CD Atlético Juvenil             | Jocoaitique, Morazán                           |                                      |
| CD Atlético Marte               | San Salvador                                   |                                      |
| CD Atlético Morazán             |                                                |                                      |
| CD Atlético Nacional            | San Luis Talpa, La Paz                         |                                      |
| CD Atlético Sandoval            |                                                |                                      |
| CD Atlético San José Sacaré     | La Palma, Chalatenango                         |                                      |
| CD Atlético San Lorenzo         | San Lorenzo, San Vicente                       |                                      |
| AD Batanecos                    | San Sebastián, San Vicente                     |                                      |
| CD Barcelona                    | El Tamarindo,                                  |                                      |
| Berlín FC                       | Berlín, Usulután                               |                                      |
| CD Brasilia                     | Suchitoto, Cuscatlán                           |                                      |
| CD Brujos                       | Izalco, Sonsonate                              |                                      |
| Cabañas FC                      | Tejutepeque, Cabañas                           |                                      |
| CD Cacahuatique                 | Ciudad Barrios, San Miguel                     |                                      |
| CD Cali Municipal               |                                                |                                      |
| CD California                   | California, Usulután                           |                                      |
| Cangrejera FC                   | Puerto de La Libertad                          |                                      |
| AD Chalatenango                 | Chalatenango                                   | Clausura 2023                        |
| CD Chalatenango                 | Chalatenango                                   |                                      |
| CD Chinameca                    | Chinameca, San Miguel                          |                                      |
| Chinameca SC                    | Chinameca, San Miguel                          |                                      |
| CSD Ciclón del Golfo            | La Unión                                       |                                      |
| Coca-Cola FC                    |                                                |                                      |
| CD Cojutepeque                  | Cojutepeque, Cuscatlán                         |                                      |
| CD Congoles                     | El Congo, Santa Ana                            |                                      |
| Corinto FC                      | Corinto, Morazán                               |                                      |
| CD Cruzeiro                     | San Cayetano Istepeque, San Vicente            |                                      |
| CD Divisadero                   | San Francisco Gotera, Morazán                  |                                      |
| AD Dulce Nombre de María        | Dulce Nombre de María, Chalatenango            |                                      |
| CD El Cerrón                    | El Cerrón, Santa Ana                           |                                      |
| CD El Chagüite                  | Lolotiquillo, Morazán                          |                                      |
| AD El Paraíso                   | El Paraíso, Chalatenango                       |                                      |
| CD El Rosario                   | San Rafael Cedros, Cuscatlán                   |                                      |
| AD El Tercio                    | Jiquilisco, Usulután                           |                                      |
| Electropura FC                  | San Miguel                                     |                                      |
| Escuela No a las Drogas         | Santa Ana                                      |                                      |
| CD España Adese                 |                                                |                                      |
| España FC                       | San Buenaventura, Usulután                     |                                      |
| CD Espíritu Santo               | Isla El Jobal, Usulután                        |                                      |
| CD Estrella Roja                | Santa Rosa de Lima, La Unión                   | Clausura 2023                        |
| FC Estrella Roja                | Santa María Ostuma, La Paz                     |                                      |
| CD Excélsior                    |                                                |                                      |
| CD FESA                         |                                                |                                      |
| Club Deportivo Francisco Junior |                                                |                                      |
| CD Fuerte Aguilares             | Aguilares, San Salvador                        |                                      |
| CD Fuerte San Isidro Lempa      | La Libertad                                    |                                      |
| CD Guadalupano                  | Nueva Guadalupe, San Miguel                    |                                      |
| EF Guazapa                      | Guazapa, San Salvador                          |                                      |
| CD H-13                         |                                                |                                      |
| CD Hacienda Nueva               | Lourdes, Colón, La Libertad                    |                                      |
| CD Halcones                     | Santa Marta, San Isidro, Cabañas               |                                      |
| CD Huracán                      | Atiquizaya, Ahuachapán                         |                                      |
| Huracán FC                      | Concepción Batre, Usulután                     |                                      |
| CD INCA                         | Entre Ríos, Sonsonate                          |                                      |
| Independiente FC                | San Vicente                                    | Apertura 2024                        |
| AD Ilobasquense                 | Ilobasco, Cabañas                              |                                      |
| AD Ilopango                     | Ilopango, San Salvador                         |                                      |
| AD Inter Sivar                  | San Salvador                                   | Clausura 2023                        |
| AD Isidro Metapán (C)           | Metapán, Santa Ana                             |                                      |
| CD Jalacatal                    | San Miguel                                     |                                      |
| Jalacatal FC                    | Cantón El Jalacatal, San Miguel                |                                      |
| Joroco FC                       | Jocoro, Morazán                                |                                      |
| CD Juayua                       | Juayua, Sonsonate                              |                                      |
| CD Juventud Alegré              | Candelaria de La Frontera, Santa Ana           |                                      |
| C. D. Juventud Chinameca        |                                                |                                      |
| AD Juventud Independiente       | San Juan Opico, La Libertad                    |                                      |
| CD Juventud Olímpica Metalío    | Acajutla, Sonsonate                            |                                      |
| CD Juventud 72                  | Cara Sucia, San Francisco Menéndez, Ahuachapán |                                      |
| FC La Academia                  |                                                |                                      |
| CD La Asunción                  | Anamorós, La Unión                             |                                      |
| AD La Herradura                 | San Luis La Herradura, La Paz                  |                                      |
| CD La Libertad                  |                                                |                                      |
| CD La Palma                     |                                                |                                      |
| Las Perlas FC                   | San Antonio, San Miguel                        |                                      |
| AD Leones                       | Metapán, Santa Ana                             |                                      |
| CD Leones                       |                                                |                                      |
| CD Leones Fronterizos           |                                                |                                      |
| AD Leones de Occidente          |                                                |                                      |
| CD Leones de Occidente          |                                                |                                      |
| CD Liberal                      | Quelepa, San Miguel                            |                                      |
| CD Liberal I.R.                 | San Rafael Oriente, San Miguel                 |                                      |
| CD Los Andes                    | San Jorge, San Miguel                          | Clausura 2023                        |
| FC Los Laureles                 | Acajutla, Sonsonate                            | Clausura 2024                        |
| CD Los Toros                    | Usulután                                       |                                      |
| CD L.A. Firpo (Reserva)         | Usulután                                       |                                      |
| CD Magdalena                    |                                                |                                      |
| CD Malacoff                     | Coatepeque, Santa Ana                          | Clausura 2024                        |
| CD Maracaná                     | San Rafael Obrajuelo, La Paz                   |                                      |
| E.F.I. Mario Calvo              | Izalco, Sonsonate                              |                                      |
| C. D. Marte Soyapango           | Soyapango, San Salvador                        |                                      |
| AD Masahuat                     | Masahuat, Santa Ana                            |                                      |
| CD Masahuat                     | Masahuat, Santa Ana                            |                                      |
| CD Maya                         |                                                |                                      |
| Club Deportivo Municipal Adesse | San Sebastián, San Vicente                     |                                      |
| AD Municipal llopaneco          | Ilopango, San Salvador                         |                                      |
| AD Municipal Juayua             | Juayua, Sonsonate                              | Clausura 2023                        |
| CD Municipal Limeño             | Santa Rosa de Lima, La Unión                   |                                      |
| Municipal Santa María           | Santa María, Usulután                          |                                      |
| UD Nacional                     | San Salvador                                   |                                      |
| Nejapa FC                       | Nejapa, San Salvador                           |                                      |
| CD Neo Pipil                    | San Juan Nonualco, La Paz                      |                                      |
| CD Nuevo Cuscatlán              | Nuevo Cuscatlán, La Libertad                   |                                      |
| CD Nuevo San Sebastián          | San Sebastián Salitrillo, Santa Ana            |                                      |
| CD Nueva Concepción             | Nueva Concepción, Chalatenango                 |                                      |
| EF Nueva Concepción             | Nueva Concepción, Chalatenango                 |                                      |
| CD Olímpico Litoral             | Loma Larga, La Unión                           |                                      |
| CD Once Lobos                   | Chalchuapa, Santa Ana                          |                                      |
| Club Deportivo 33               |                                                |                                      |
| EF Paraíso                      |                                                |                                      |
| Escuela de Fútbol Pasaquina     | Pasaquina, La Unión                            | Apertura 2024                        |
| Pasaquina Fútbol Club           | Pasaquina, La Unión                            |                                      |
| CD Pipil                        | Cacaopera, Morazán                             |                                      |
| CD Platence                     | Chilanga, Morazán                              |                                      |
| CD Platense                     | Zacatecoluca, La Paz                           |                                      |
| Promesas del Futuro FC          | San Sebastián Salitrillo, Santa Ana            |                                      |
| A.D. Puerto El Triunfo          | Puerto El Triunfo, Usulután                    | Clausura 2024                        |
| Quequeisque FC                  | Santa Tecla, La Libertad                       |                                      |
| CD Quezaltepeque                | Quezaltepeque, La Libertad                     |                                      |
| CD Real Antiguo Cuscatlán       | Antiguo Cuscatlán, La Libertad                 | Clausura 2023                        |
| Real Destroyer FC               |                                                |                                      |
| CD Real Independiente           |                                                |                                      |
| Club Deportivo Real Pajonal     | San Antonio Pajonal, Santa Ana                 |                                      |
| Real Pajonal C. F.              |                                                |                                      |
| CD Real San Esteban             | San Esteban Catarina, San Vicente              |                                      |
| Real San Martín FC              | San Martín, San Salvador                       |                                      |
| Real Zaragoza FC                | Zaragoza, La Libertad                          |                                      |
| CD Remolino                     | Santa Elena, Usulután                          |                                      |
| CD Salvadoreño                  | Armenia, Sonsonate                             |                                      |
| CD San Alejo                    | San Alejo, La Unión                            |                                      |
| CD San Carlos                   | Anamorós, La Unión                             |                                      |
| CD San Carlos Los Turcos        | El Paisnal, San Salvador                       | Clausura 2023                        |
| CD San Felipe                   | Cantón San Felipe, Pasaquina, La Unión         |                                      |
| CD San Jerónimo                 | Nejapa, San Salvador                           |                                      |
| CD San Nicolas                  |                                                |                                      |
| CD San Pablo                    |                                                |                                      |
| CD San Pablo Municipal          | San Pablo Tacachico, La Libertad               |                                      |
| EF San Pablo Tacachico          | San Pablo Tacachico, La Libertad               |                                      |
| CD San Pedro Masahuat           | San Pedro Masahuat, La Paz                     |                                      |
| CD San Rafael                   |                                                |                                      |
| CD San Rafael Cedros            | San Rafael Cedros, Cuscatlán                   | Apertura 2024                        |
| San Salvador FC                 | San Salvador                                   |                                      |
| AD San Sebastián                | San Sebastián, San Vicente                     |                                      |
| CD San Sebastián                | San Sebastián, San Vicente                     |                                      |
| CD Santa Anita                  |                                                |                                      |
| CD Santa Bárbara                | El Porvenir, Santa Ana                         |                                      |
| AD Santa Clara                  | San Luis Talpa, La Paz                         | Apertura 2024 / Campeón              |
| CD Santa Clara                  | San Luis Talpa, La Paz                         |                                      |
| Santa Rosa FC                   |                                                |                                      |
| CD Santa Rosa Guachipilín       | Santa Rosa Guachipilín, Santa Ana              |                                      |
| Santa Tecla FC                  | Santa Tecla, La Libertad                       |                                      |
| CD Santiagueño                  | Santiago de María, Usulután                    |                                      |
| Santiagueño FC                  | Santiago de La Frontera, Santa Ana             | Clausura 2024                        |
| CD Sensunte                     | Sensuntepeque, Cabañas                         |                                      |
| SID Municipal                   | Santa Isabel Ishuatán, Sonsonate               |                                      |
| Sonsonate FC                    | Sonsonate                                      |                                      |
| Soyapango FC                    | Soyapango, San Salvador                        |                                      |
| CD TACA                         | San Bartolomé Perulapía, Cuscatlán             |                                      |
| CD Talleres Jr.                 | Entre Ríos, Lourdes, Colón, La Libertad        |                                      |
| CD Tehuacán                     | Tecoluca, San Vicente                          |                                      |
| Telecom FC                      | San Salvador                                   |                                      |
| Tiburones FC                    | Sonsonate                                      | Clausura 2024                        |
| CD Titán                        | Texistepeque, Santa Ana                        |                                      |
| CD Topiltzín                    | Jiquilisco, Usulután                           | Clausura 2023                        |
| AD Torino                       | Turín, Ahuachapán                              | Clausura 2023                        |
| C. D. Troya                     |                                                |                                      |
| CD Turín                        | Turín, Ahuachapán                              |                                      |
| Turín FC                        | Turín, Ahuachapán                              |                                      |
| Turín-FESA FC                   | Guazapa, San Salvador                          |                                      |
| CD UDET                         | El Tránsito, San Miguel                        |                                      |
| CD UES                          | San Salvador                                   |                                      |
| CD Universidad Gerardo Barrio   |                                                |                                      |
| Club Deportivo Usulután         |                                                |                                      |
| C.D.S. Vencedor (Junior)        |                                                |                                      |
| CD Vencedor                     |                                                |                                      |
| CD Villalta                     | La Unión                                       |                                      |
| CD Villa                        |                                                |                                      |
| Club Deportivo Zacatecoluca     | Zacatecoluca, La Paz                           |                                      |